# Гаджылы (Джебраильский район)
Гаджылы (азерб. Hacılı) — село в составе одноимённой административно-территориальной единицы Джебраильского района Азербайджана, расположенное на равнине, в 5 км к югу от города Джебраил.

## Топонимика
Название села связано с названием племени гаджылы, которые и основали село.

## История
Село было основано семьями, относящимися к племени гаджылы и поселившимися здесь, в местности Дюбар.
В годы Российской империи сёла Гаджилу 1-е и Гаджилу 2-е входили в состав одноимённого сельского округа Джебраильского уезда Елизаветпольской губернии.
В советские годы село входило в состав одноимённого сельсовета Джебраильского района Азербайджанской ССР. В селе были расположены клуб, библиотека и медицинский пункт.
По данным издания «Административное деление АССР», подготовленного в 1933 году Управлением народно-хозяйственного учёта Азербайджанской ССР (АзНХУ), по состоянию на 1 января 1933 года село Гаджилы, входило в Дашвейсаллинский сельсовет Джебраильского района Азербайджанской ССР, имелось 79 хозяйств (17 обобщенных и 62 единоличных) и 296 жителей (153 мужчины и 143 женщины). 100% населения всего Дашвейсаллинского сельсовета составляли тюрки (азербайджанцы).
В результате Первой карабахской войны в августе 1993 года перешло под контроль непризнанной Нагорно-Карабахской Республики.
19 октября 2020 года президент Азербайджана Ильхам Алиев объявил об освобождении азербайджанской армией одной части села Гаджылы. Через 3 дня Алиев объявил об освобождении второй части села. 7 ноября Министерство обороны Азербайджана опубликовало видеокадры, на которых, как утверждает, запечатлено и село Гаджылы под контролем Азербайджана.

## Население
По данным «Свода статистических данных о населении Закавказского края, извлеченных из посемейных списков 1886 года» в сёлах Гаджилу 1-е и Гаджилу 2-е одноимённого сельского округа Джебраильского уезда было 63 дыма и проживал 272 азербайджанца (указаны как «татары»), которые были шиитами по-вероисповеданию, 10 из них были представителями духовенства, остальные — крестьянами.
По данным «Кавказского календаря» на 1912 год в селе Гаджилу Карягинского уезда проживало 451 человек, в основном азербайджанцев, указанных в календаре как «татары».
В 1986 году в селе проживало 383 человека. Население села занималось животноводством, возделыванием пшеницы, шелководством и виноградарством.